# Relaciones Chile-Islas Marshall
Las relaciones Chile-Islas Marshall son las relaciones internacionales entre la República de Chile y la República de las Islas Marshall.

## Historia

### sigloXX
Las relaciones diplomáticas entre Chile y Islas Marshall fueron establecidas el 25 de enero de 1990.

## Misiones diplomáticas
- La embajada de Chile ante las Naciones Unidas concurre con representación diplomática a Islas Marshall.[2]
- La embajada de Islas Marshall ante las Naciones Unidas concurre con representación diplomática a Chile.[2]